# Rafael van der Vaart
Rafael Ferdinand van der Vaart (Heemskerk, 11 de fevereiro de 1983) é um ex-futebolista neerlandês que atuava como meio-campista. Atualmente, é o técnico assistente do Esbjerg.

## Carreira
Van der Vaart começou a sua formação no De Kennemers, em 1987, onde em 1993 seguiu para o Ajax.

### Ajax

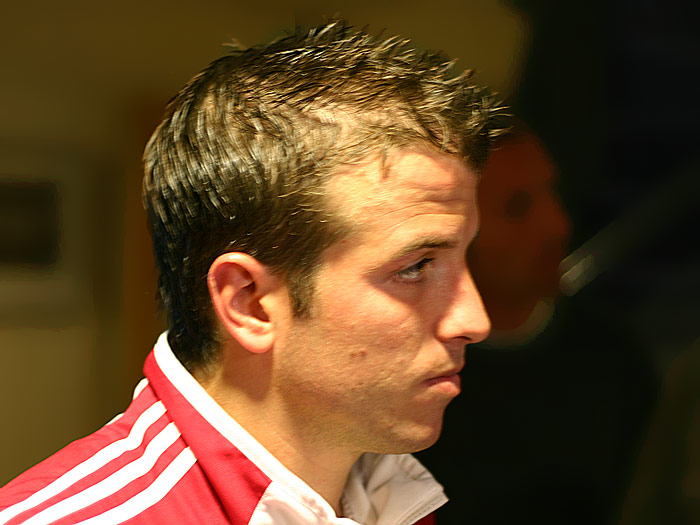
Rafael van der Vaart no Ajax.

Durante 1993 e 2000, atuou pelos times juniores do Ajax. Foi promovido para o time titular no ano de 2000. Conseguiu um rápido destaque, o que lhe rendeu uma convocação para a Seleção Holandesa já no segundo ano como profissional (2001).
Após mais um destaque na Seleção, na Eurocopa 2004. Chegando à semifinal com a Holanda. Começou a ser sondado por outros clubes. No ano de 2005 seguiu para a Alemanha. Onde atuaria no Hamburgo.

### Hamburgo
Em 2005, seguiu para o Hamburgo, na Alemanha, onde durante as temporadas convenceu e foi nomeado capitão.
Após a Copa do Mundo de 2006, destacou-se ainda mais. Rafael continuou no Hamburgo na temporada 2007-08, pois o Hamburgo conseguiu um técnico neerlandês que o convenceu a ficar, pois já recebeu propostas de grandes clubes europeus, por ser considerado um dos melhores meias europeus e mundiais.
Devido ao sucesso no clube alemão foi cobiçado pelos maiores clubes europeus como a Juventus, Chelsea, Valencia e Internazionale. Acabou indo para Madrid, assinando com o Real Madrid.

### Real Madrid

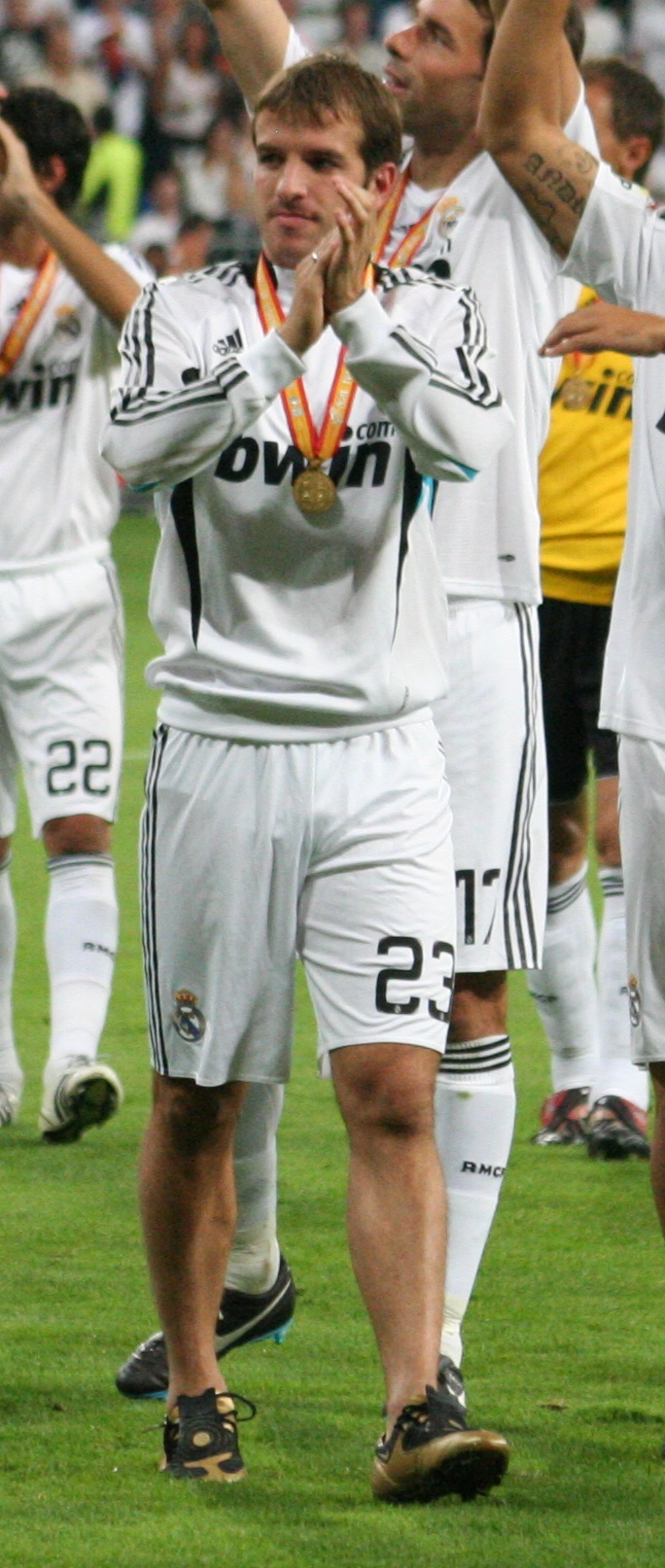
Na vitória da Supercopa da Espanha.

Em agosto de 2008, anunciou no seu site oficial, a sua transferência para o Real Madrid, por cerca de 13 milhões de euros. O jogador revelou que era um grande sonho jogar um dia pelo Real Madrid.
Porém, Van der Vaart não teve grande espaço para se destacar no clube merengue. No ano de 2009, com a chegada de Cristiano Ronaldo, Kaká e Xabi Alonso, perdeu ainda mais espaço na equipe. Até o fim da janela de transferência estava como transferível pelo Real Madrid. Com a saída dos também neerlandeses Arjen Robben e Wesley Sneijder, Rafael Van der Vaart continuou no clube para a temporada 2009/2010. ¹ ².
Durante a segunda metade da temporada 2009-2010. Rafael van der Vaart teve mais espaço com a lesão de Kaká (que sofria de uma lesão no púbis).

### Tottenham Hotspur
Com pouco espaço no Real Madrid após a chegada de mais reforços para o setor, em 31 de agosto de 2010, foi vendido ao Tottenham, da Inglaterra, por aproximadamente 11 milhões de euros (24,7 milhões de reais)

### Midtjylland
O médio internacional holandês Rafael van der Vaart assinou contrato por duas temporadas com o Midtjylland.
Esbjerg fB
Após assinar com Esbjerg da Dinamarca o jogador fez somente mais 4 jogos e decidiu por se aposentar antes do fim de seu contrato com o clube por inúmeras lesões.

### Seleção nacional
Atuou pela Seleção no Campeonato Mundial de Futebol Sub-20 de 2001, jogando ao lado Klaas-Jan Huntelaar, Arjen Robben e John Heitinga.
Estreou pela seleção principal no jogo contra a Seleção de Andorra, aos 18 anos.
Seguiu na seleção, fazendo parte do elenco que disputou a Eurocopa 2004, onde chegaram até as semifinais perdendo para a Seleção Portuguesa. Iniciou a competição como titular, no jogo contra a Alemanha. No empate em 1 a 1. Porém, foi perdendo espaço na Seleção Holandesa durante a competição. Arjen Robben assumiu a titularidade e Rafael van der Vaart entrou só em mais duas ocasiões.
Também fez parte do elenco na Copa do Mundo de 2006, porém, não era titular. Não atuou no primeiro jogo. Estreando no segundo tempo do segundo jogo contra Costa do Marfim, entrando no lugar de John Heitinga. No terceiro jogo da primeira fase, no empate com a Seleção Argentina, van der Vaart atuou como titular toda a partida. Porém a Holanda foi eliminada de novo por Portugal, agora nas oitavas-de-final. Rafael van der Vaart entrou no segundo tempo, tentando dar mais força ofensiva. Mas a Seleção perdeu de 1 a 0 e foi eliminada da Copa do Mundo.

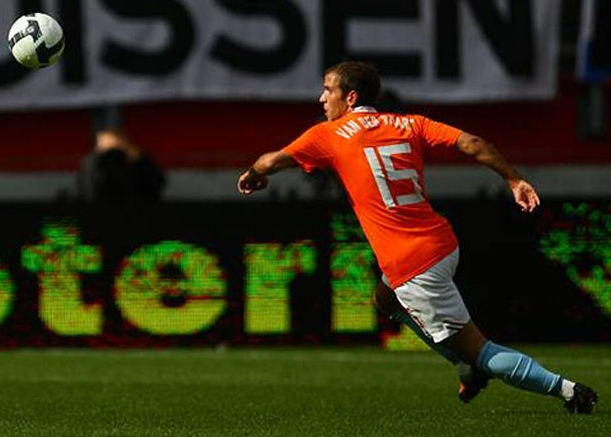
Van der Vaart atuando pela Holanda.

Van der Vaart começou como titular na Holanda que encantou na primeira fase da Eurocopa de 2008. Com vitória de 3 a 0 sobre a Itália, 4 a 1 sobre a França e, atuando com o time reserva, 2 a 0 na Romênia. Atuou também na partida contra a Rússia, pelas quartas-de-final, onde a Holanda foi eliminada de forma surpreendente, após uma campanha fantástica na primeira fase. Apesar a boa atuação, ele não marcou nenhum gol durante a competição.
Dois anos depois, na Copa do Mundo, realizada na África do Sul, foi novamente convocado, agora sob o comando do treinador Bert van Marwijk. Van der Vaart iniciou a partida de estreia no torneio como titular, uma vitória por 2-0 sobre a Dinamarca. Em seguida, participou também das vitórias sobre o Japão e Camarões, mas acabou perdendo seu lugar no time titular para Arjen Robben, que estava sendo poupado se recuperando de uma lesão durante os primeiros jogos. Com 100% de aproveitamento, a Holanda estava classificada para a segunda fase da Copa. Passou facilmente pela Eslováquia nas oitavas e eliminou um dos grandes favoritos do torneio, o Brasil, nas quartas-de-final. Com as boas atuações de Robben, Van der Vaart foi perdendo seu espaço no time titular e só veio a atuar novamente nas semifinais, contra o Uruguai, entrando no lugar de Demy de Zeeuw no decorrer da partida. Os holandeses venceram por 3-2 e garantiram sua vaga na final contra a Espanha. Van der Vaart novamente entrou no decorrer do jogo, e a Holanda acabou derrotada por 1 a 0, com um gol de Andrés Iniesta na prorrogação.
Em 2014 aos 30 anos, Van der Vaart era nome praticamente certo para a Copa do Mundo no Brasil, uma vez que é o era o mais experiente do elenco, mas sofreu uma lesão na panturrilha e foi cortado uma vez que não teria tempo suficiente para se recuperar do problema. O meia iria disputar sua terceira Copa do Mundo, tendo participado dos mundiais de 2006 e 2010.

## Títulos
Ajax
- Eredivisie: 2001–02 e 2003–04
- Copa KNVB: 2001–02
- Johan Cruijff Schaal: 2002
- Torneio de Amsterdã: 2001

Hamburgo
- Copa Intertoto da UEFA: 2005 e 2007

Real Madrid
- Supercopa da Espanha: 2008

Midtjylland
- Campeonato Dinamarquês: 2017–18

### Prêmios individuais
- Talento do Ajax do ano: 1999, 2000 e 2001
- Talento do ano da Holanda: 2000
- Desportista Holandês do ano: 2001
- Jogador mais valioso do Torneio de Amsterdã: 2001
- Johan Cruijff Award: 2001
- Talento Europeu do ano: 2002
- Golden Boy: 2003[2]
- Ballon d'Or: 2008 -  nomeado (top 30)
- Jogador do mês da Premier League: outubro de 2010